# Aglianico del Taburno rosato
L'Aglianico del Taburno rosato est un vin italien, produit dans la région Campanie, doté d'une appellation DOC depuis le 29 octobre 1986. Seuls ont droit à la DOC les vins rosés récoltés à l'intérieur de l'aire de production définie par le décret. 

## Aire de production
Les vignobles autorisés se situent en province de Bénévent, dans les communes Apollosa, Bonea, Campoli del Monte Taburno, Castelpoto, Foglianise, Montesarchio, Paupisi, Torrecuso et Ponte ainsi qu'en partie dans les communes Benevento, Cautano, Vitulano et Tocco Caudio. 
Les vignobles se situent sur les pentes du mont Taburno à 40 km de Naples.

## Caractéristiques organoleptiques
- couleur : rosé plus ou moins intensif
- odeur : fruité, agréable, frais
- saveur : sèche, frais

L'Aglianico del Taburno rosato se déguste à une temperature comprise entre 10 et 12 °C.

## Production
Province, saison, volume en hectolitres :